# Євпаторійські бібліотеки
Євпаторійські бібліотеки — культурно-освітні заклади Євпаторії. У межах міста та міськради нараховується близько п'ятнадцяти дитячих та дорослих бібліотек.

## Основні бібліотеки Євпаторії
| Назва бібліотеки                              | Опис | Адреса                                       | Фотографія | Бібліотечний фонд |
| --------------------------------------------- | --- | -------------------------------------------- | ---------- | ----------------- |
| Центральна міська бібліотека імені О. Пушкіна | засновано 1912 року | Проїзд Анни Ахматової, 23                    |            | ~ 90 000 видань   |
| Бібліотека-філія № 1 імені М. Островського    | 1944 | вул. Фрунзе, 28/41-б                         |            |                   |
| Бібліотека-філія № 2 імені Л. Українки        | початок 1980-х рр. | Вулиця Інтернаціональна, 149                 |            | ~ 2 400           |
| Бібліотека-філія № 3 імені Н. Крупської       | до Другої світової війни | Вулиця Інтернаціональна, 17                  |            |                   |
| Бібліотека-філія № 4 імені В. Маяковського    | міська бібліотека, розташована у мікрорайоні «Слобідка». Відкрита на початку 1970-х років. Першою завідувачкою була Іраїда Петрівна Працювали у цій бібліотеці «вихованка» філії ім. Крупської Надія Баранова (нині Еремізіна) і Любов Олександрівна Соловйова. Проводились у 1980-х роках завідувачкою бібліотеки С. А. Воробйовою заняття для піонервожатих міжшкільного навчально-виробничого комбінату. | Вулиця Немічевих, 48/50                      |            |                   |
| Бібліотека-філія № 8                          | | смт Мирний                                   |            |                   |
| Бібліотека-філія № 10                         | 1994 | Ісмаїл-Бей, вул. ім. Амет Хана-Султана, 28-а |            |                   |
| Бібліотека-філія № 11                         | міська бібліотека, заснована у 1972 році як бібліотека Матроського клубу. У 1984 році вона отримала приміщення в будівлі селищної ради і стала бібліотекою-філією № 11. Протягом 1990-2000-х рр. завідувачками бібліотеки були Л. А. Сьомкіна, Олена Петрівна Кузміна. У бібліотеці існував гурток для молоді «Азбука права», клуб для людей похилого «У колі друзів». | смт Новоозерне, вул. Героїв Десантників, 9   |            | понад 14 000      |
| Бібліотека-філія № 13                         | міська бібліотека, відкрита у 1987 році на північній околиці міста. Першими бібліотекарями були Катерина Михайлівна Доценко і Валентина Вікторівна Тененіка. Пізніше працювали Ольга Анатоліївна Хусаинова, Ірина Анатоліївна Гончаренко. У 2009 році завідувачкою стала Вікторія Володимирівна Вологодська. | вул. Тімірязєва, 27-а                        |            | ~ 11 000          |
| Бібліотека-філія № 14 ім. І. Сельвінського    | міська бібліотека, відкрита 1972 року. Першою директоркою філії була Катерина Каранатовна Адашкіна, а сама бібліотека отримала ім'я Лесі Українки. Спочатку фонд становив 5 000 томів. Станом на 1983 рік обслуговувала понад 2,5 тис. читачів з фондом у 32 тис. примірників. У лютому 1989 року бібліотек стала юнацькою. На той час завідувала бібліотекою Світлана Михайлівна Шалаєва. У грудні 1999 року до 100-річчя з дня народження поета Іллі Сельвінського бібліотеці було присвоєне його ім'я. | пр. Перемоги, 19                             |            | ~ 20 000          |
| Центральна дитяча бібліотека ім. А. Макаренко | Міська дитяча бібліотека Євпаторії, відкрита в 1919 році. У фондах бібліотеки зберігається понад 40 000 примірників книг і періодичних видань. У 1919 році з ініціативи вчительки Марії Василівни Чванової було вирішено створити безкоштовну дитячу бібліотеку. Коли книжковий фонд виявився значним, міськрада виділила для бібліотеки дві кімнати в будинку на подвір'ї музею по вул. Свердлова (нині —— вул. Дувановська). А в 20-і роки бібліотеці відвели дві кімнати в будинку № 5 по вулиці Господарській. У 1925 році бібліотеку відвідала Н. К. Крупська, що відпочивала в той час на дачі «Комунар». Гостем бібліотеки був і поет Дем'ян Бєдний, який в 1924 році мешкав у флігелі на березі лиману і проходив лікування в «Мойнаках». У 1954 році бібліотека налічувала близько 5 тисяч читачів шкільного віку; фонд бібліотеки становив 30 тисяч книг. Пізніше бібліотека переїхала в старовинну будівлю по вулиці Революції, де знаходиться і зараз, отримала ім'я видатного педагога А. С. Макаренка. | вул. Революції, 56                           |            | ~ 40 000          |
| Бібліотека-філія № 6 ім. Ю. Гагаріна          | Міська дитяча бібліотека Євпаторії, відкрита в 1969 році. У фондах бібліотеки зберігається понад 33 000 примірників книг і періодичних видань. Розпочала свою роботу 21 січня 1969 року, а 15 червня 1970 року в ній був відкритий читальний зал. Першою завідувачкою стала Іраїда Петрівна Волобоєва. Протягом першого ж року роботи бібліотеки у неї записалися 1 254 читача, які відвідали абонемент та читальний зал 11 675 разів; їм було видано 35 074 примірників літератури. Бібліотека бере участь у дитячих конкурсах міського і республіканського рівня. | вул. Некрасова, 61                           |            | ~ 33 000          |
| Бібліотека-філія № 7                          | Міська дитяча бібліотека. Відкрита у 1976 році. Засновники бібліотеки: Валентина Дудченко, Ніна Рибіна і Галина Башта. У 1980-і роки тут працювала Галина Бережна, яка організувала театральний клуб, де ставились драматичні і лялькові вистави. Керівник бібліотеки — Юлія Ксенишен. | вул. 60 років Жовтня, 23                     |            | ~ 15 000          |
| Бібліотека-філія № 9                          | У фондах бібліотеки зберігається близько 15 000 примірників книг і періодичних видань. Відкрита 15 квітня 1980 року, за клопотанням селищної ради (голова — Лев Володимирович Зайцев). Першою завідувачкою було призначено Віру Гільдман. За перший рік існування в бібліотеку було записано 1065 читачів. Бібліотека бере участь у загальноселищних святах, дитячих конкурсах селищного, міського і республіканського рівня. | смт Новоозерне, вул. Молодіжна, 1            |            | 13 831            |
| Бібліотека-філія № 12                         | Міська дитяча бібліотека в смт Мирний, відкрита в 1984 році. У фондах бібліотеки зберігається понад 15 тис. примірників книг і періодичних видань. Увійшла до складу Євпаторійської Централізованої бібліотечної системи. Перший завідувач — Афанасьєва Марія Іванівна. | смт Мирний, вул. Сирнікова, 22               |            | ~ 15 000          |